# جوناثان بوين
جوناثان بوين (بالإنجليزية: Jonathan Bowen)‏ هو عالم حاسوب ومهندس وكاتب بريطاني، ولد في 14 مارس 1956 في أكسفورد في المملكة المتحدة.